# Copa Europeia/Sul-Americana de 1984
A Copa Europeia/Sul-Americana de 1984, também conhecida como Copa Toyota e Copa Intercontinental, foi a 23.ª edição da competição, disputada no Estádio Nacional de Tóquio no Japão em 9 de dezembro de 1984. O confronto envolveu o Club Atlético Independiente da Argentina, como campeão da Taça Libertadores da América de 1984 e o Liverpool Football Club da Inglaterra, campeão da Taça dos Clubes Campeões Europeus de 1983–84.
Em 27 de outubro de 2017, após uma reunião realizada na Índia, o Conselho da FIFA reconheceu os vencedores da Copa Intercontinental como campeões mundiais.

## Equipes classificadas
| Confederação | Equipe        | Classificação                                           | Participação |
| ------------ | ------------- | ------------------------------------------------------- | ------------ |
| UEFA         | Liverpool     | Campeão da Taça dos Clubes Campeões Europeus de 1983–84 | 2ª           |
| CONMEBOL     | Independiente | Campeão da Copa Libertadores da América de 1984         | 6ª           |

## Chaveamento
|  | Final(is)[NOTA] | Final(is)[NOTA] | Final(is)[NOTA] | Final(is)[NOTA] |  |  | Final Intercontinental | Final Intercontinental | Final Intercontinental |  |
|  |                 |                 |                 |                 |  |  |                        |                        |                        |  |
|  |                 | Liverpool (pen) | 1 (4)           |                 |  |  |                        |                        |                        |  |
|  |                 | Roma            | 1 (2)           |                 |  |  |                        |                        |                        |  |
|  |                 |                 |                 |                 |  |  |                        | Liverpool              | 0                      |  |
|  |                 |                 |                 |                 |  |  |                        | Independiente          | 1                      |  |
|  |                 | Grêmio          | 0               | 0               |  |  |                        |                        |                        |  |
|  |                 | Independiente   | 1               | 0               |  |  |                        |                        |                        |  |

Notas
- NOTA^  Essas partidas não foram realizadas pela Copa Intercontinental. Ambas as partidas foram realizadas pelas finais da Liga dos Campeões da Europa e Copa Libertadores da América daquele ano.

## A partida
O Estádio Olímpico estava lotado, mais de sessenta mil torcedores gritavam na arquibancada. O gramado estava em mal estado, por conta do inverno japonês. Foi uma partida disputada, com poucas chances de gol para ambos os lados. O Independiente foi campeão com o gol marcado por Percudani aos 6' do primeiro tempo.

## Detalhes da partida
| 9 de dezembro         | Liverpool | 0 – 1 | Independiente | Estádio Nacional, Tóquio                                 |
| 12:00 (hora do Japão) |           |       | Percudani 6'  | Público: 62 000 Árbitro: BRA Romualdo Arppi Filho (FIFA) |

| Liverpool | Independiente |

| G            | 1  | Bruce Grobbelaar |     |     |
| DF           | 2  | Phil Neal        |     |     |
| DF           | 3  | Alan Kennedy     |     |     |
| DF           | 5  | Steve Nicol      |     |     |
| MC           | 6  | Alan Hansen      |     |     |
| MC           | 7  | Kenny Dalglish   |     |     |
| MC           | 8  | Jan Mølby        | 41' |     |
| AT           | 9  | Ian Rush         |     |     |
| MC           | 10 | Craig Johnston   |     |     |
| AT           | 11 | John Wark        |     | 76' |
| DF           | 15 | Gary Gillespie   |     |     |
| Substitutos: |    |                  |     |     |
| MC           | 12 | Ronnie Whelan    |     | 76' |
| Treinador:   |    |                  |     |     |
| Joe Fagan    |    |                  |     |     |

| G              | 1  | Carlos Goyén       |     |     |
| DF             | 2  | Hugo Villaverde    |     | 75' |
| DF             | 3  | Carlos Enrique     |     |     |
| DF             | 4  | Néstor Clausen     | 72' |     |
| DF             | 6  | Enzo Trossero      |     |     |
| MC             | 5  | Claudio Marangoni  |     |     |
| MC             | 7  | Jorge Burruchaga   |     |     |
| MC             | 8  | Ricardo Giusti     |     |     |
| AT             | 9  | José Percudani     |     |     |
| MC             | 10 | Ricardo Bochini    |     |     |
| AT             | 11 | Alejandro Barberón |     |     |
| Substitutos:   |    |                    |     |     |
| DF             | 13 | Pedro Monzón       |     | 75' |
| Treinador:     |    |                    |     |     |
| José Pastoriza |    |                    |     |     |

| Árbitros assistentes: Não disponível Não disponível |

Homem do jogo
- José Percudani

## Campeão
| Copa Européia/Sul-Americana de 1984 |
| ----------------------------------- |
| Independiente 2º Título             |